# Ryan Jack
Ryan Jack, född 27 februari 1992, är en skotsk fotbollsspelare som spelar för turkiska Esenler Erokspor.

## Karriär
Den 1 juni 2017 värvades Jack av Rangers, där han skrev på ett treårskontrakt. I december 2018 förlängde Jack sitt kontrakt fram 2021. I oktober 2019 förlängde han sitt kontrakt fram till 2023. I maj 2023 förlängde Jack sitt kontrakt med ett år.
I september 2024 värvades Jack av turkiska Esenler Erokspor, där han skrev på ett tvåårskontrakt.